# Józef Sztembartt

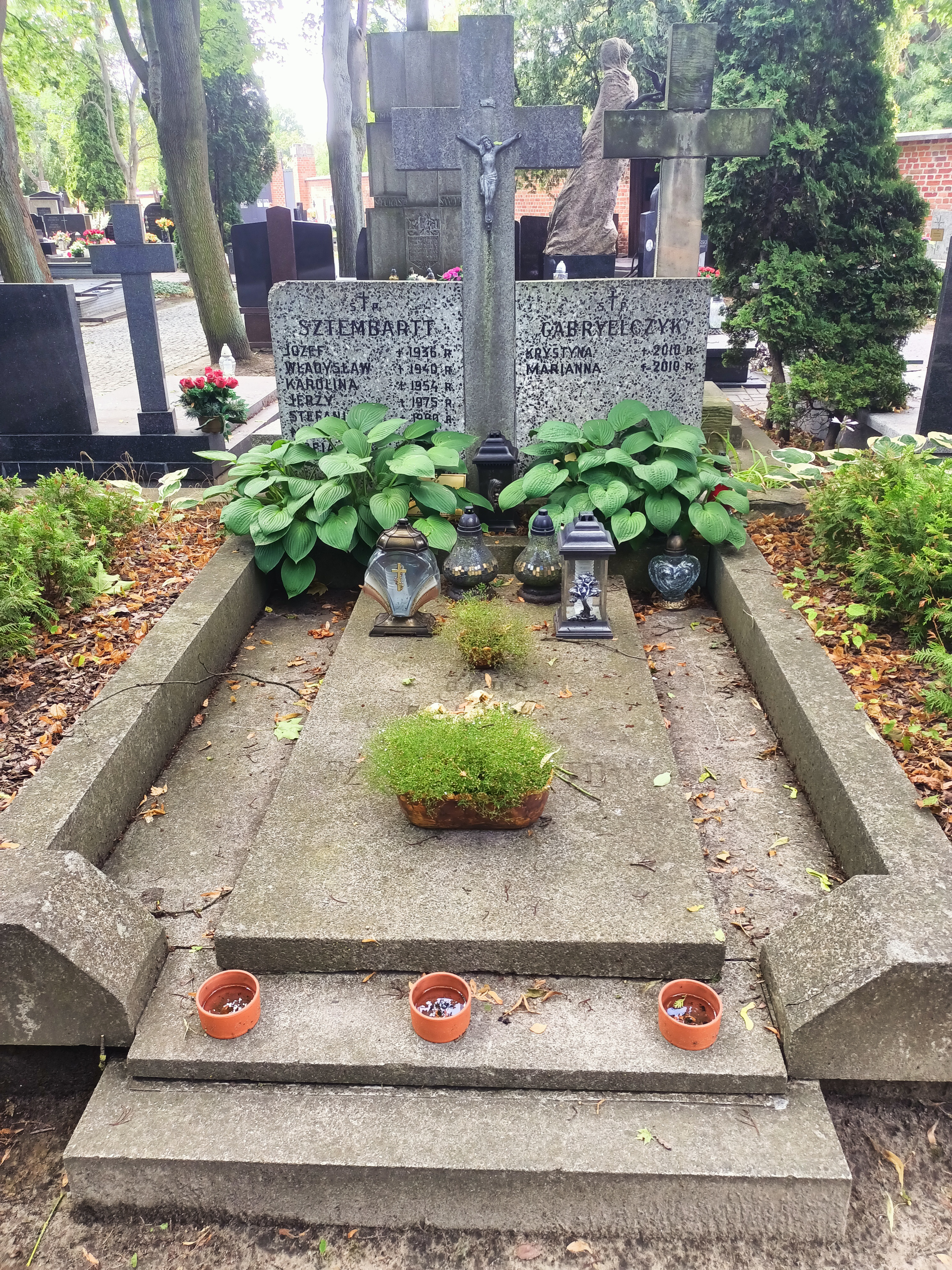
Grób Józefa Sztembartta na Cmentarzu Powązkowskim w Warszawie

Józef Sztembartt lub Sztembarth herbu Godziemba  (ur. 6 listopada 1892 w Wysokiej Wielkiej , zm. 5 października 1936 w Bodzechowie) – podoficer Legionów Polskich, porucznik kawalerii Wojska Polskiego, działacz niepodległościowy, kawaler Orderu Virtuti Militari.

## Życiorys
Urodził się 6 listopada 1892 w majątku Wysoka Duża, w ówczesnym powiecie kutnowskim guberni warszawskiej, w rodzinie Jakuba i Jadwigi z Niemiryczów . Uczęszczał do Gimnazjum Wojciecha Górskiego w Warszawie w którym ukończył 8 klas, a następnie pobierał nauki w Wyższej Szkole Rolniczej w Warszawie. W sierpniu 1914 pojechał do majątku Wadów znajdującym się koło Krakowa na praktykę rolną.
5 sierpnia 1914 wstąpił w szeregi Legionów Polskich i został przydzielony do 2 szwadronu jazdy. W jego szeregach wziął udział w walkach w Karpatach i na Wołyniu. 13 czerwca 1915 podczas wykonywania szarży pod Rokitną został ciężko ranny. Za udział w tej bitwie został wyróżniony nadaniem Krzyża Srebrnego Orderu Virtuti Militari. Po wyleczeniu rozpoczął służbę w 5 szwadronie 1 pułku ułanów. W związku ze złym stanem zdrowia w 1916 został przeniesiony do rezerwy. Dwa lata później ukończył studia agrotechniczne. 
W 1920 podczas trwającej wojny polsko-bolszewickiej walczył na stanowisku oficera ordynansowego dowódcy 2 Dywizji Jazdy. 8 stycznia 1924 został zatwierdzony w stopniu porucznika ze starszeństwem z 1 czerwca 1919 i 605. lokatą w korpusie oficerów rezerwy jazdy (od 1924 kawalerii). Był wówczas przydzielony w rezerwie do 8 pułku strzelców konnych w Chełmnie. W 1934 pozostawał w ewidencji Powiatowej Komendy Uzupełnień Ostrowiec. Posiadał przydział do Oficerskiej Kadry Okręgowej Nr X. Był wówczas „przewidziany do użycia w czasie wojny”.
Po demobilizacji w majątku Bodzechów położonym koło Opatowa pracował jako jego administrator. Również w Bodzechowie był społecznie naczelnikiem Ochotniczej Straży Ogniowej. Zmarł 5 października 1936 w majątku Bodzechów . Tego samego dnia zmarła jego matka Jadwiga z Niemiryczów Godziemba-Sztembarttowa, wdowa po ś.p. Jakubie, była właścicielka majątku Wysoka Wielka Ziemi Kutnowskiej . 9 października 1936 razem z matką został pochowany na Cmentarzu Powązkowskim w Warszawie .
Był żonaty z Augustyną z Luzińskich, z którą miał syna Henryka (ur. 1922) i córkę Marię (ur. 1932).

## Ordery i odznaczenia
- Krzyż Srebrny Orderu Wojskowego Virtuti Militari nr 5487 – 17 maja 1922[13][5][6]
- Krzyż Niepodległości – 9 listopada 1933 „za pracę w dziele odzyskania niepodległości”[14][11]
- Krzyż Walecznych[15][11]